# Imperio mayapajit
El imperio mayapahit fue un imperio talasocrático hindú javanés en Asia suroriental, con su centro en la isla de Java (parte de la Indonesia actual), que existió desde 1293 hacia 1527. Mayapahit alcanzó su auge de gloria durante la era de Hayam Wuruk, cuyo reinado estuvo marcado por las conquistas en Asia sudoriental. Su logro se debe también a su primer ministro, Gajah Mada. De acuerdo con el Nagarakretagama (Desawarñana) escrito en 1365, Mayapahit era un imperio de 98 tributarios, que se extendían desde Sumatra a Nueva Guinea; en los países actuales de Indonesia, Singapur, Malasia, Brunéi, Tailandia meridional, Timor oriental, el suroeste de Filipinas (en particular el archipiélago Sulu), aunque el tema de la esfera de influencia de Mayapahit es aún tema de debate entre historiadores. La naturaleza de las relaciones e influencias mayapahit hacia sus vasallos de ultramar y también su estatus como imperio sigue originando debate.
Mayapahit era aún uno de los últimos imperios principales hindúes de la región y está considerado uno de los imperios más grandes y poderosos de la historia de Indonesia y Asia sudoriental, uno que es en ocasiones visto como el precedente de las fronteras actuales de Indonesia. Su influencia se extendía más allá del territorio actual de Indonesia y ha sido tema de debate de varios estudios.

## Etimología

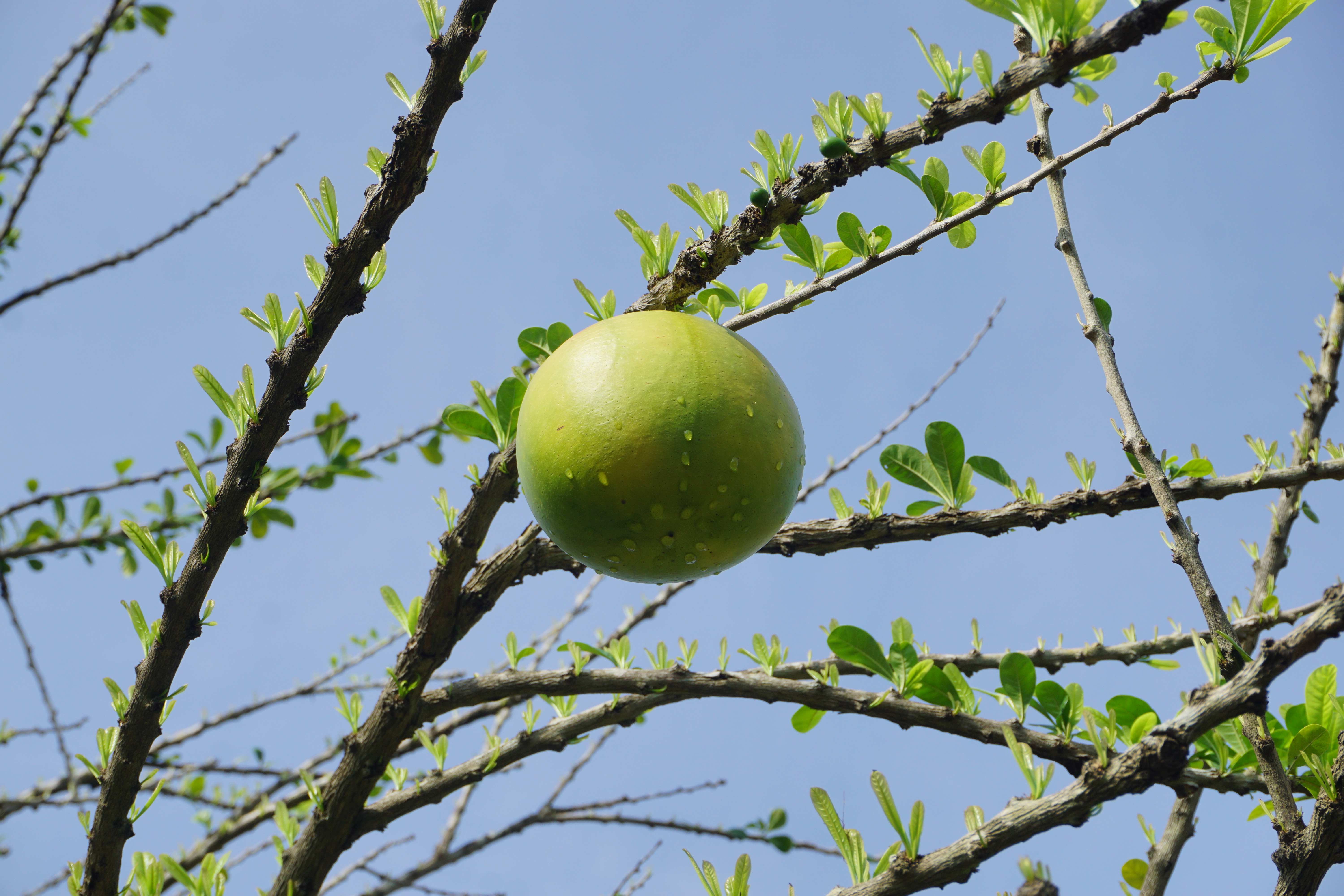
Un membrillo de Bengala cerca de Trowulan, la fruta de sabor amargo es el origen del nombre del reino.

El nombre Mayapahit proviene del javanés y significa «maya amarga». El orientalista alemán Berthold Laufer sugirió que maya proviene a su vez del nombre javanés del Aegle marmelos, un árbol indonesio. El nombre denominaba originalmente la comarca de Trowulan y sus alrededores, la cuna de Mayapahit, la cual estaba relacionada con la fundación de un pueblo en el bosque de Tarik por Raden Wijaya. Se decía que los trabajadores que talaban el bosque de Tarik habían encontrado algunos árboles de bael y consumido su amarga fruta, que dio nombre al pueblo. Es una práctica extendida nombrar un área, un pueblo o un asentamiento por los árboles más sobresalientes o abundantes de la región. En la Java antigua, era común llamar al reino con el nombre de su capital. Mayapahit (a veces nombrado Moyopait) es también conocido por otros nombres como Wikwatikta, aunque, los nativos llamabann a veces a su reino Bhumi Jawa o Mandala Jawa.

## Historiografía

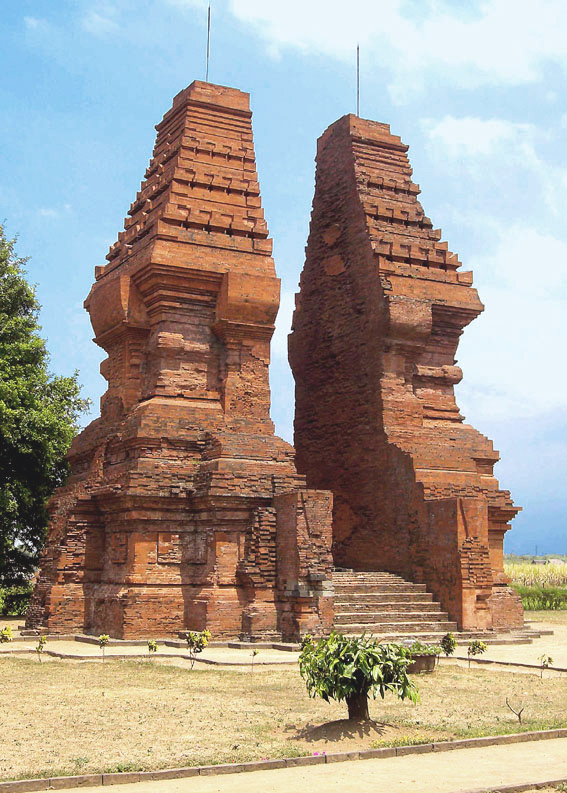
Puerta de Trowulan

Quedan pocos restos de Mayapahit, y algunos detalles de la historia son más bien imprecisos. Con todo, el pueblo autóctono javanés no olvidó Mayapahit completamente, ya que se mencionó Mojopait vagamente en Babad Tanah Jawl, una crónica javanesa escrita en el siglo XVIII. Majapahit apenas dejó restos arqueológicos: las principales ruinas que datan del período de Mayapahit están agrupadas en el área de Trowulan, que fue la capital real del reino. El yacimiento arqueológico de Trowulan lo documentó por primera vez en el siglo XIX sir Thomas Stamford Raffles, vicegobernador de la Java británica, de la compañía de las Indias Orientales entre 1811 y 1816. Declaró la existencia de «ruinas de templos... esparcidas por el país a lo largo de muchas millas», y se refirió a Trowulan como «este orgullo de Java».

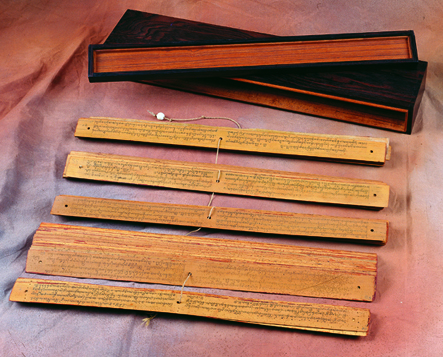
El manuscrito de hoja de palma de Nagarakretagama. Compuesto por Mpu Prapanca en 1365, provee una fuente histórica primaria de la corte mayapahit durante el reinado de Hayam Wuruk.

A principios del siglo XX, varios historiadores colonos neerlandeses comenzaron a estudiar la antigua literatura javanesa y balinesa para explorar el pasado de su colonia. Dos fuentes principales estaban disponibles: el manuscrito Pararaton (Libro de Reyes) fue escrito en la lengua kawi hacia el 1600, y Nagarakretagama (Desawarnaña), escrita en el mismo idioma en 1365. Pararaton se centra en Ken Arok, el fundador de Singhasari, pero incluye un número de fragmentos narrativos más breves sobre la formación de Mayapahit. El Nagarakretagama es un viejo poema épico javanés escrito durante el apogeo de Mayapahit, en el reinado de Hayam Wuruk, tras el cual se narran algunos eventos. Los neerlandeses obtuvieron el manuscrito en 1894 durante su expedición militar contra la casa real Cakranegara de Lombok. Hay además algunas inscripciones en kawi y chino.
Las fuentes javanesas incluyen algunos elementos poéticos mitológicos y académicos que Cornelis Christiaan Berg, un naturalista neerlandés nacido en las Indias, ha aventurado podrían no ser un registro del pasado, sino un medio sobrenatural mediante el cual puede determinarse el futuro. La mayoría de los académicos no comparten su punto de vista, ya que el registro histórico se corresponde con los registros chinos que podrían no haber tenido la misma intención. La lista de gobernadores y detalles de la estructura estatal no muestran ningún signo de haberse inventado.
Las principales fuentes históricas chinas sobre Mayapahit son las crónicas de los Yuan y la dinastía Ming posterior. Los principales datos chinos sobre Mayapahit se deben al almirante Ming Zheng He, que los obtuvo durante su visita a Mayapahit entre 1405 y 1432. El traductor de Zheng He, Ma Huan, escribió una descripción detallada de Mayapahit, residencia del monarca de Java. El informe se incluyó en el Yingya Shenglan y recoge información sobre la cultura, tradiciones y también varios aspectos sociales y culturales de Chao-Wa (Java) durante el periodo de Mayapahit.
La zona arqueológica de Trowulan es el centro de los estudios sobre la historia de Mayapahit. Las imágenes aéreas y satelitales y el descubrimiento de algunos objetos han revelado una extensa red de canales que cruzaban la capital mayapahit, mayor de lo que previamente se creía.

## Historia

### Formación
Tras derrotar al reino Melayu en Sumatra en 1290, Singhasari pasó a ser el reino más poderoso de la región. Kublai Kan, gran kan del Imperio mongol y emperador de la dinastía mongola Yuan, despachó emisarios a Singhasari para exigirle que le pagase tributo. Kertanegara de Singhasari se negó a hacerlo, ofendió a la misión diplomática mongola y desafió al gran kan. En respuesta, Kublai Kan envió una gran expedición de mil barcos a Java en 1293.

### Invasión mongola

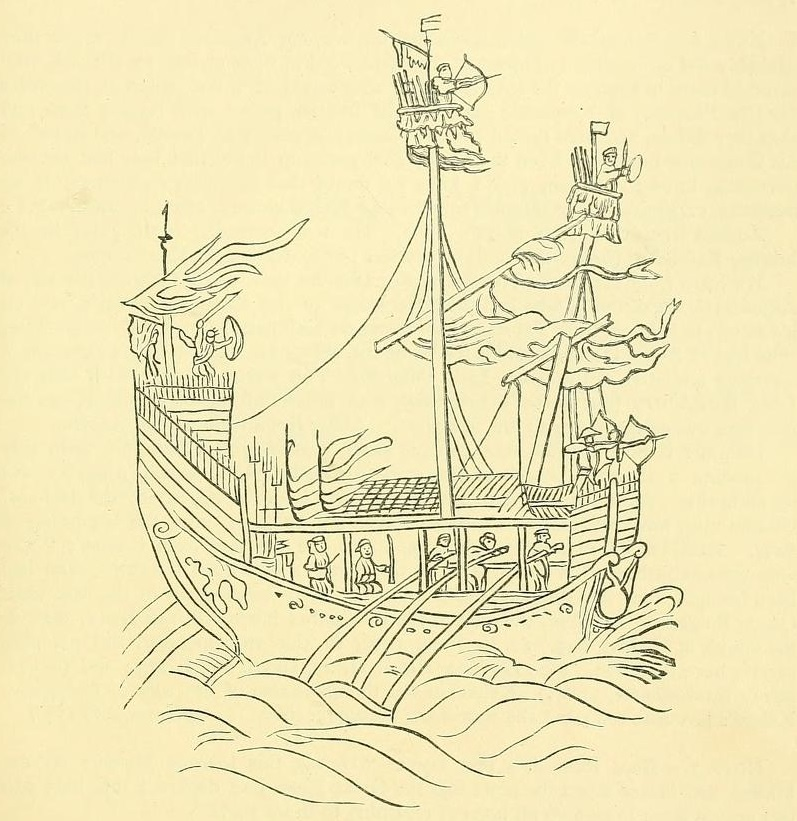
Pintura de un junco Yuan. Barcos similares fueron enviados por los Yuan en su armada.

Para entonces, Jayakatwang, el adipati (duque) de Kediri, un estado vasallo de Singhasari, había asesinado a Kertanagara y usurpado el trono. Después de ser perdonado por Jayakatwnag merced a la intercesión del regente de Madura, Arya Wiraraja, a Raden Wijaya, el yerno de Kertanegara, se le otorgó el territorio del bosque de Tarik. Luego despejó el vasto bosque y construyó un nuevo asentamiento que se llamó Mayapahit, que proviene del nombre de una fruta que tenía un sabor amargo  (maya es el nombre de la fruta y pahit significa amargo). Wijaya se coligó con el ejército mongol enviado por Kublai Kan contra Jayakatwang, pero, una vez eliminado este, se volvió contra los mongoles, los acometió por sorpresa, y los obligó a retirarse de Java. El ejército Yuan tuvo que retirarse desordenadamente ya que estaba en territorio hostil y su armada había sido atacada por la javanesa. El repliegue también lo impuso el clima: era la última oportunidad para que el ejército yuan pudiese aprovechar los vientos del monzón para retirarse hacia el norte; si hubiese retrasado la evacuación, hubiese tenido que esperar otros seis meses antes de tener nuevamente vientos favorables.

### El primer rey, Kertarajasa Jayawardhana

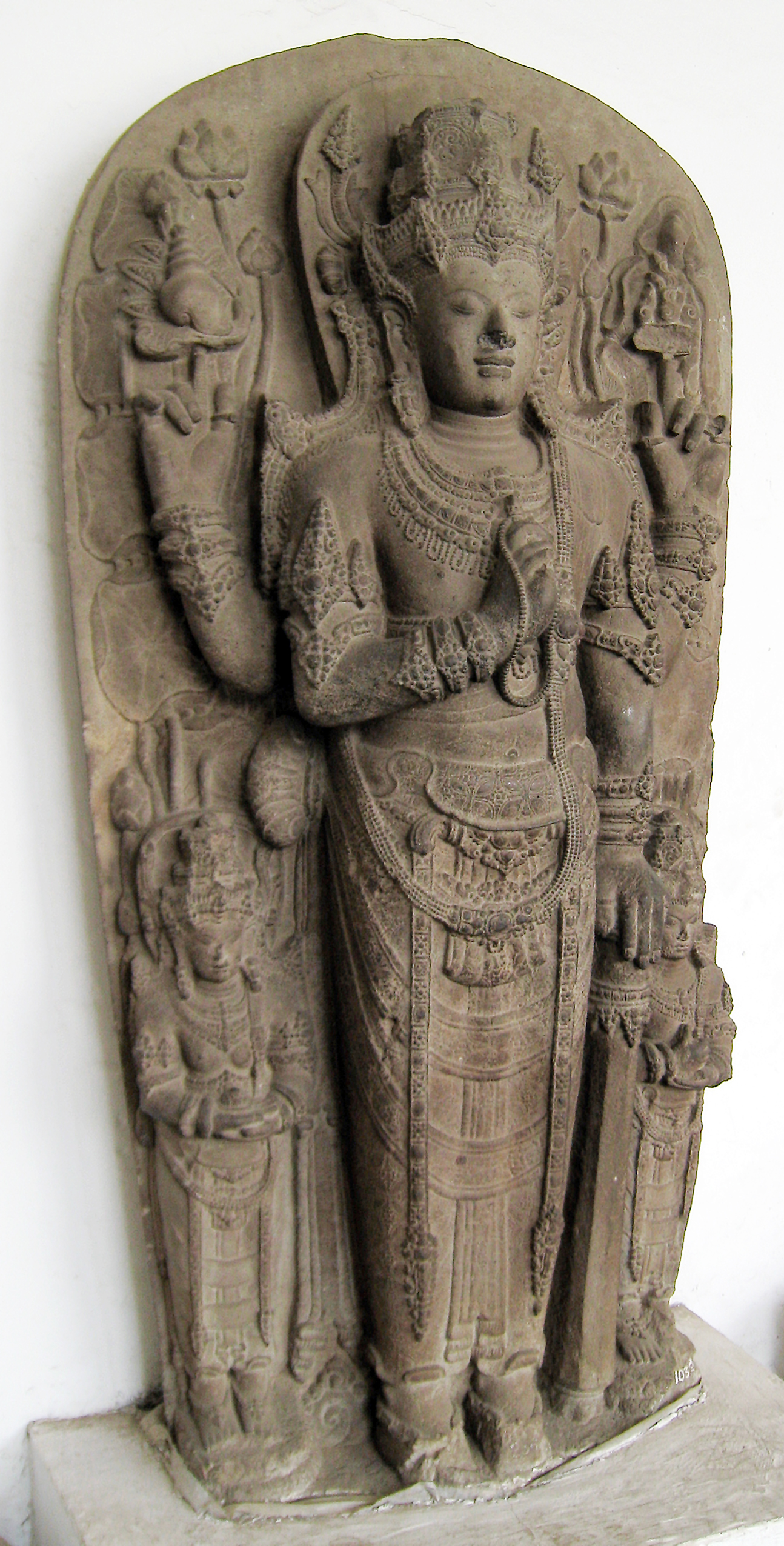
El rey Kertarajasa representado como Harihara, un amalgama de Shiva y Vishnu. Originalmente ubicado en Candi Simping, Blitar, hoy expuesto en el Museo Nacional.

En 1293, Raden Wijaya erigió una fortaleza en la capital Mayapahit. La fecha exacta de fundación del reino Mayapahit es el día de su coronación, el 15 del mes kartika de 1215 de la era Shaka, lo que equivale al 10 de noviembre de 1293. Durante su coronación se le dio el nombre oficial de Kertarajasa Jayawardhana. El rey Kertarajasa tomó por esposas a las cuatro hijas de Kertanegara: su primera mujer y reina consorte principal, Tribhuwaneswari y sus tres hermanas, Prajnaparamita, Naredraduhita y Gayatri Rajapatni, la menor. También desposó a una princesa malaya sumatrina de Dharmasraya llamada Dara Petak.
El nuevo reino se enfrentó a varios desafíos. Algunos de los hombres de mayor confianza de Kertarajasa, entre ellos Ranggalawe, Sora y Nambi, se rebelaron contra él, aunque sin éxito. Se sospecha que el Mahapati (primer ministro) Halayudha organizó la conspiración para eliminar a todos sus rivales en la corte y los animó a rebelarse contra el rey, mientras que él se ganaba el favor real y alcanzaba la posición más alta en el gobierno. Sin embargo, su traición se descubrió tras la muerte del último rebelde, Kuti. Ulteriormente, fue capturado, encarcelado por sus maquinaciones y sentenciado a muerte. El propio Wijaya murió en 1309.

### Jayanegara
Kertarajasa Wijaya fue sucedido por su heredero Jayanegara, su hijo con su esposa de Dharmasraya, Indreswari. El reinado de Jayanegara fue uno complicado y caótico, accidentado por varias rebeliones del antiguo compañero de armas de su padre. Entre otras están la rebelión de Gajah Biru en 1314 y la de Rakrian Kuti en 1319. La rebelión de Kuti fue la más peligrosa, ya que Kuti consiguió tomar control de la capital. Con la ayuda de Gajah Mada y su guardia real Bhayangkara, Jayanegara apenas pudo escapar de la capital y se escondió de forma segura en el pueblo de Badander. Mientras el rey estaba en su escondite, Gajamada volvió a la capital para evaluar la situación. Tras descubrir que la rebelión de Kuti no era apoyada por la nobleza de Mayapahit, Gajamada aunó fuerzas para aplastar a la rebelión de Kuti.
Después de que las fuerzas de Kuti fueran derrotadas, Jayanegara fue puesto de vuelta en su trono. Por su lealtad y su excelente servicio, Gajamada fue ascendido a un puesto alto para comenzar su carrera en la política de la corte real.
Según la tradición, el hijo y sucesor de Wijaya, Jayanegara, tenía mala fama por su inmoralidad. Uno de sus desagradables actos fue su deseo de tomar sus hermanastras, Gitarja y Rajadewi, como esposas. Ya que la tradición javanesa aborrecía la prácticac de casarse con hermanastros, el consejo de ancianos estuvo en contra de los deseos del rey. No está claro qué fue lo que motivó a Jayanegara a casarse con sus hermanastras - puede que fuese su forma de asegurarse en el trono al impedir a sus rivales ser pretendientes de sus hermanastras, aunque en el último período de la corte Mayapahit la costumbre del matrimonio entre primos era bastante común. En el Pararaton, fue conocido como Kala Gemet, o "débil villano". Alrededor de la época del reinado de Jayanegara, el fraile italiano Odorico de Pordenone visitó la corte Mayapahit en Java.
En 1328, Jayanegara fue asesinado por su físico, Tanca, durante una operación quirúrgica. En el más completo enfado y descontrol, Gajamada inmediatamente mató a Tanca. La razón detrás del regicidio nunca fue clara. De acuerdo al Pararaton, fue la venganza de Tanca por abusar sexualmente de su mujer. No obstante, según el manuscrito balinense Babad Dalem, el asesinato fue una estratagema diseñada por el propio Gajah Mada para liberar al reino de la malvada tiranía. La tradición menciona que el inmoral, cruel y abusivo rey a menudo seducía a mujeres y abusaba de ellas, inclusive las mujeres de sus propios subordinados. Otra posibe razón es la de proteger a las dos princesas –Gitarja y Rajadewi, las hijas de Gayatri Rajapatni de la cruledad del rey. Ya que el rey asesinado no había tenido descendencia, no nombró ningún sucesor.

### Edad dorada

#### Reina Tribhuwana Wijayatunggadewi

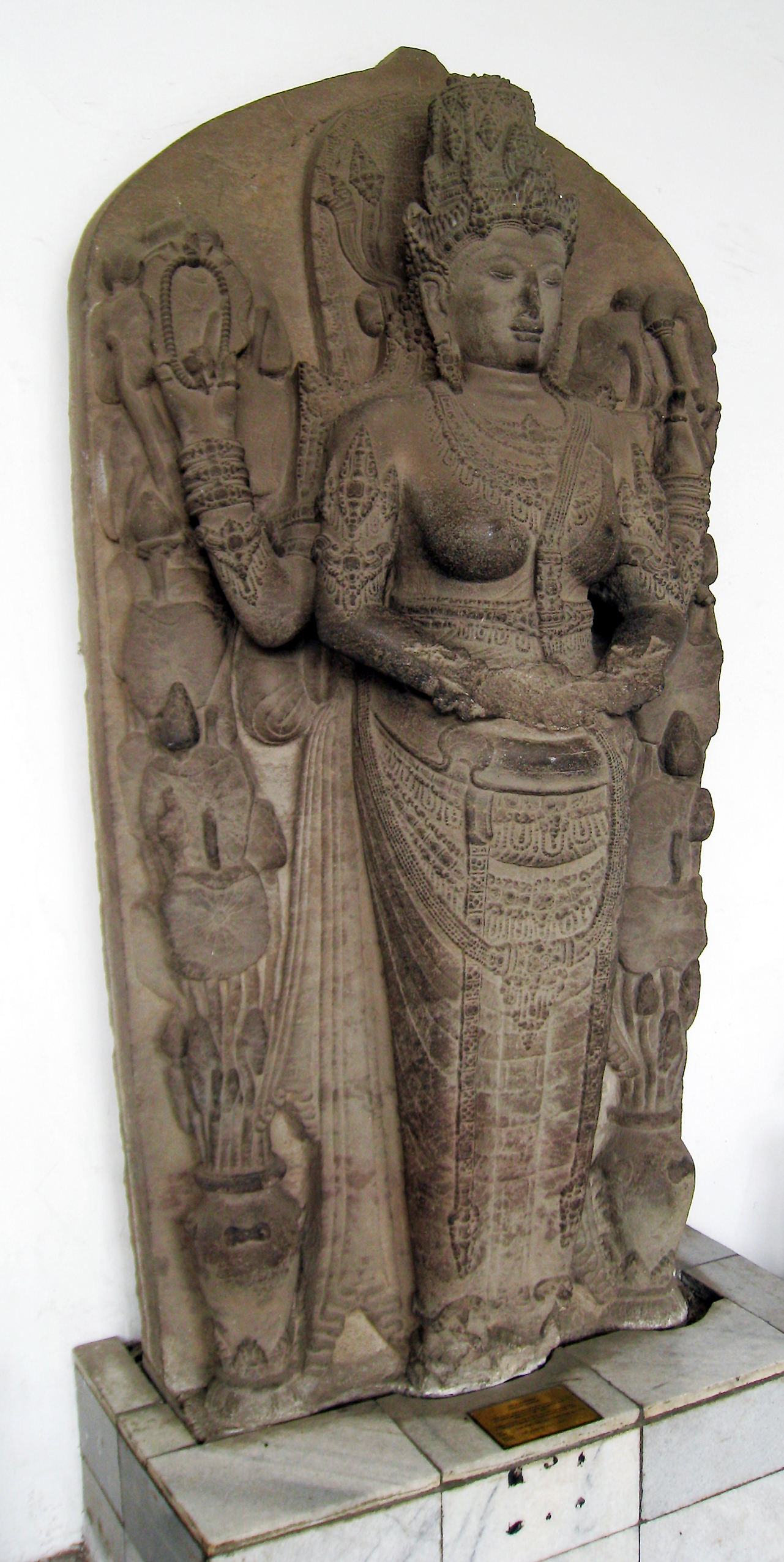
La estatua de Parvati como una representación divinizada mortuoria de Tribhuwanottunggadewi, reina de Mayapahit, madre de Hayam Wuruk.

La madrastra de Jayanegara, Gayatri Rajaptni –la matriarca más venerada en la corte– se suponía que tenía que quedar al mando. Sin embargo, Rajapatni se había retirado de los asuntos terrenales para hacerse monja budista, por lo que nombró reina de Mayapahit a su hija, Dyah Gitarja, conocida por su nombre oficial de Tribhuwannottungadewi Jayawishnuwardhani, tutelada por Rajapatni. Tribuwhana nombró a Gajamada primer ministro en 1336. Durante su nombramiento Gajamada anunció su juramento de Palapa, y reveló su plan de expandir el reino y construir un imperio.
Durante el reinado de Tribuwhana, el reino Mayapahit se expandió y ganó fama en la zona. Merced a la iniciativa de su capaz y ambicioso primer ministro, Gajamada, Mayapahit envió su armada a conquistar la vecina isla de Bali. Según el manuscrito Babad Arya Tabanan, en 1342 los ejércitos de Mayapahit al mando de Gajamada y y de su ayudante el general Arya Damar, regente de Palembang, desembarcaron en Bali. Después de siete meses de batallas, derrotaron al rey balinés y conquistaron la capital balinesa de Bedulu en 1343. Tras la conquista de Bali, Mayapahit delegó la autoridad sobre la isla en los hijos menores de Arya Damar: Arya Kenceng, Arya Kutawandira, Arya Sentong y Arya Belog. Arya Kenceng guio a sus hermanos en la tarea de gobernar Bali bajo la soberanía Mayapahit, fue el fundador de las casas reales balinesas de Tabanan y Bading. Mayapahit instaló una dinastía vasalla que gobernó el reino de Bali en los siglos posteriores. Tribhuwana reinó en Mayapahit hasta la muerte de su madre en 1350. Abdicó el trono en su hijo, Hayam Wuruk.

#### El reinado de Hayam Wuruk y la conquista de Gajamada

La expansión del imperio mayapahit empezó en Trowulan Mayapahit en el y se extendió en gran parte del archipiélago indonesio hasta que se desvaneció y cayó a principios del.

Hayam Wuruk, también conocido como Rajasanagara, gobernó Mayapahit de 1350 hasta 1389.
Durante este periodo, Mayapahit alcanzó su auge con la ayuda del primer ministro Gajah Mada. Bajo el mando de Gajah Mada (1313-64), Mayapahit conquistó más territorios y se convirtió en la principal potencia de la región.  Según el Nagarakretagama, canto XIII y XIV mencionan varios estados en Sumatra, la península malaya, Borneo, Sulawesi, las islas Nusa Tenggara, Malaku, Nueva Guinea, Mindanao, el archipiélago Sulu, Luzon y algunas parte de las islas Visayas dentro de la esfera de influencia mayapahit. La Hiyakat Raja Pasai, una crónica Aceh del siglo XIV, describe una invasión naval mayapahit a Samudra Pasai en 1350. La fuerza atacante consistía en 400 jong grandes e incontables malangbang y kelulus. Esta expansión marcó la máxima extensión de Mayapahit, haciéndolo uno de los imperios más influenciables de la historia indonesia. Está considerado como un imperio comercial en la civilización de Asia.

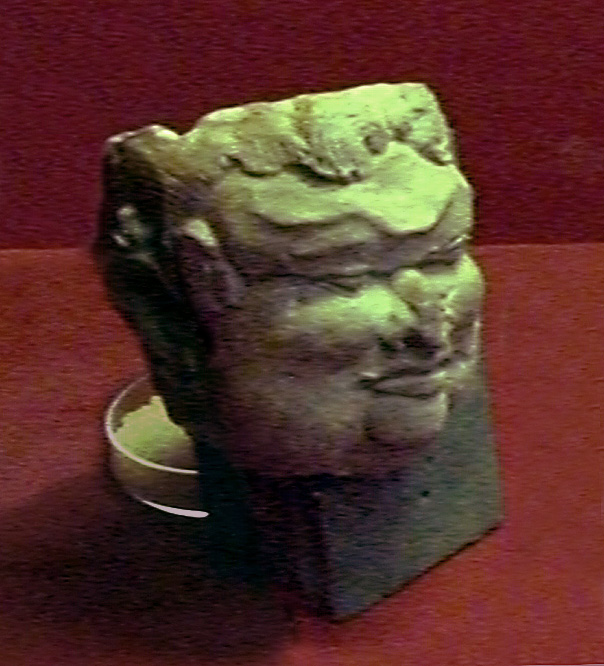
Las figuras de terracota popularmente creídas como la representación de Gajah Mada, colección del museo de Trowulan.

Además de lanzar expediciones navales y militares, la expansión del imperio mayapahit también incluía diplomacia y alianza. Hayam Wuruk decidió, probablemente por razones políticas, tomar a la princesa Citra Rashmi (Dyah Pitaloka) del vecino reino de Sonda como su consorte. Los sondaneses tomaron esta propuesta como un acuerdo para una alianza. En 1357 el rey sondanés y la familia real fueron a Mayapahit para acompañar y casar a su hija con Hayam Wuruk. Sin embargo, Gajah Mada vio este acontecimiento como una oportunidad para demandar la sumisión de Sonda a la supremacía Mayapahit. La escaramuza entre la familia real sondanesa y las tropas mayapahit en la plaza de Bubat era inevitable. A pesar de una resistencia valerosa, la familia real se vio sobrepasada y fue aniquilada. La tradición menciona que la princesa, con el corazón partido, se quitó la vida para defender el honor de su país. La batalla de Bubat, o la tragedia de Pasunda Bubat, se convirtió en el tema central del Kidung Sunda, también mencionada en Carita Parahyangan y Pararaton, aunque no fue nunca mencionada en el Nagarakretagama

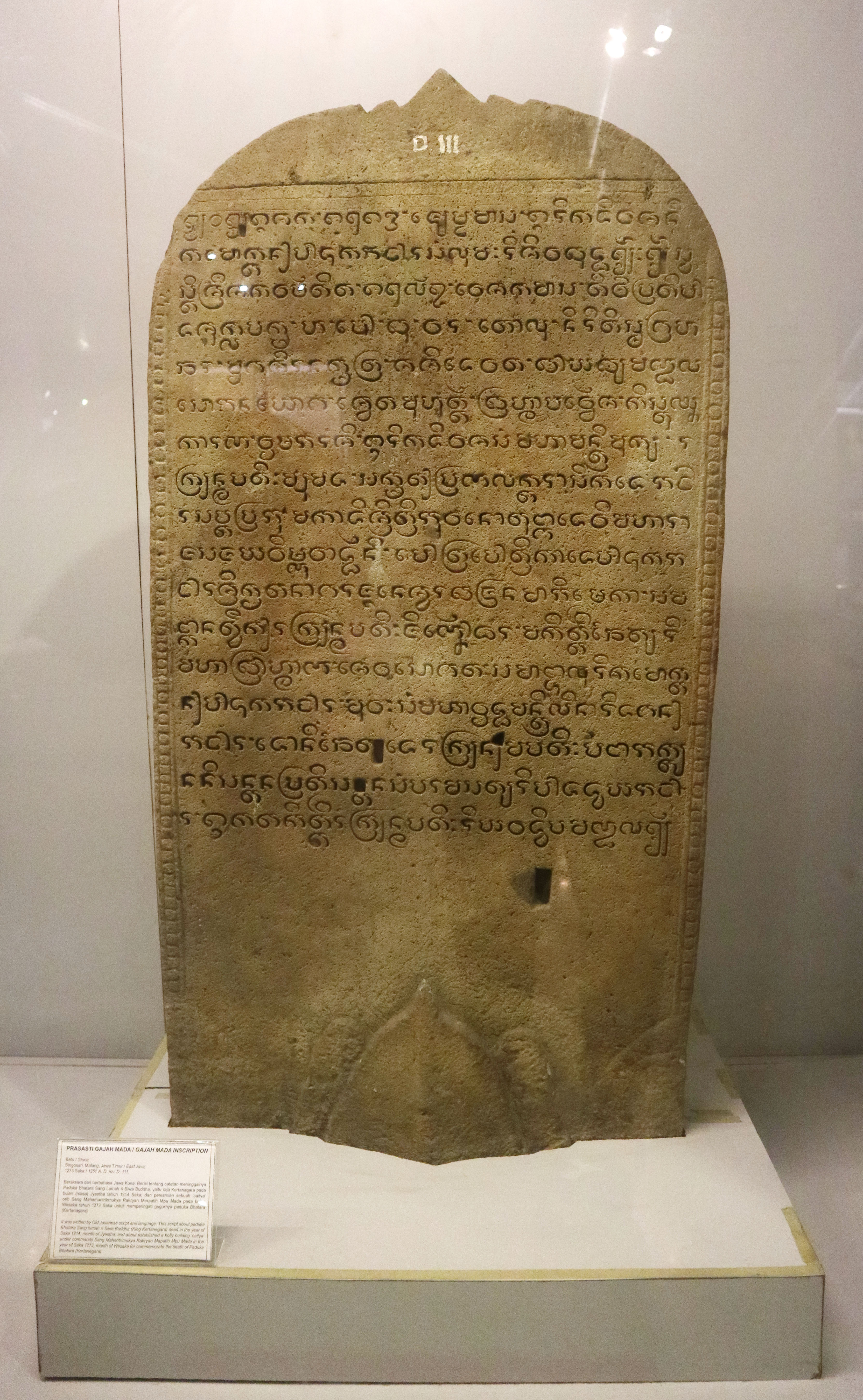
Inscripción de Gajah Mada, 1273, Saka (1351 D.C.), mencionado sobre el santuario dedicado por Gajah Mada para el rey Kertanegara de Singhasari.

El Nagarakretagama, escrito en 1365, retrata una corte sofisticada con un gusto refinado en el arte y literatura y un complejo sistema de rituales religiosos. El poeta describe Mayapahit como el centro de un enorme mandala que se extendía desde Nueva Guinea y Maluku hasta Sumatra y la península malaya. Algunas tradiciones locales en muchas partes de Indonesia guardan registros del poder de Mayapahit en el siglo XIV de una forma más o menos legendaria. La administración directa de Mayapahit no se extendía más allá de Java oriental y Bali, pero los desafíos a la supremacía Mayapahit en las islas exteriores atrajo represalias enérgicas
Para revivir la fortuna de Malayu en Sumatra, en la década de 1370, un gobernante malayo de Palembang envió una delegación a la corte del emperador de la nueva dinastía Ming. Invitó a China a reanudar el sistema tributario, tal como Srivijaya siglos antes. Teniendo conciencia de esta maniobra diplomática, el rey Hayam Wuruk envió inmediatamente una delegación a Nankín e informaron al emperador que Malayu era su vasallo y no era un país independiente. Subsecuentemente, en 1377, unos años después de la muerte de Gajah Mada, Mayapahit envió un ataque naval de castigo contra la rebelión en Palembang, contribuyendo al fin del reino sucesor de Srivijaya. El otro general de renombre de Gajah Mada era Adityawarman, conocido por su conquista de Minangkabau.

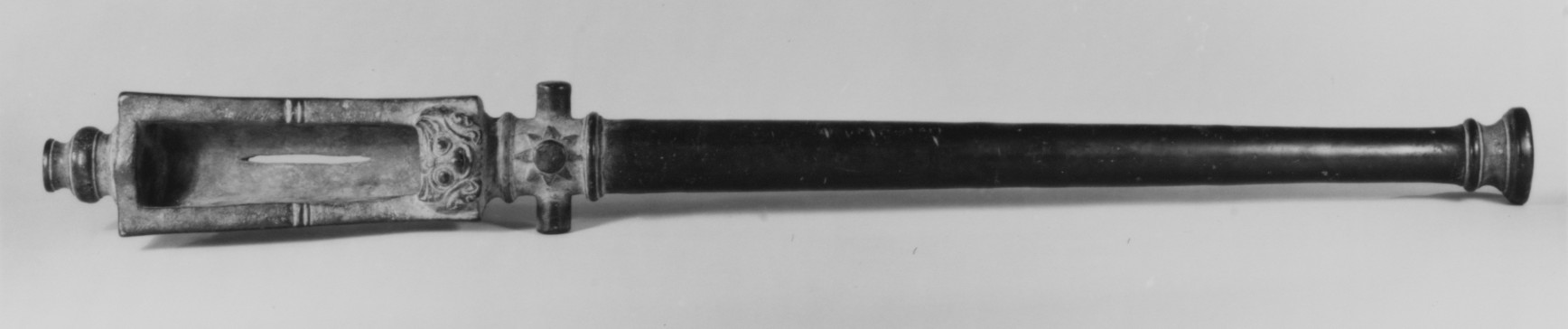
Cañón de bronce, llamado cetbang, museo de arte metropolitano, Nueva York, afirmado de ser de la Mayapahit del. Examine el emblema de Surya Mayapahit en el cañón de bronce.

La naturaleza del imperio Mayapahit y su extensión es tema de debate. Puede haber tenido influencia limitada o completamente teórica sobre algunos de los estados tributarios, incluyendo Sumatra, la península malaya, Kalimantan e Indonesia oriental, sobre los cuales, según el Nagarakretagama, Mayapahit tenía autoridad. Las limitaciones económicas y geográficas sugieren que los estados exteriores estaban, en vez de bajo  una autoridad regular y centralizada, probablemente conectados principalmente por conexiones comerciales, las cuales eran probablemente un monopolio real. El Nagarakretagama también afirmaba relaciones con Champa, Camboya, Siam, Burma meridional y Vietnam, incluso delegaciones fueron enviadas a China. Aunque los gobernantes mayapahit extendieron su poder sobre otras islas y destruyeron reinos vecinos, su centro de atención parece ser el de controlar y ganar una mayor porción del comercio que circulaba a través del archipiélago.
Alrededor de la época en la que Mayapahit fue fundada, los comerciantes y proselitistas musulmanes empezaron a llegar a la región. La tumba de Troloyo, un resto del complejo fúnebre musulmán fue descubierto dentro del área de Trowulan, la capital real de Mayapahit. Los expertos sugieren que el cementerio fue usado entre 1368 y 1611 d. C., lo que significa que los comerciantes musulmanes habían residido en la capital desde mediados del siglo XIV, durante el reinado de Hayam Wuruk.

### Declive
Tras la muerte de Hayam Wuruk en 1389, el poderío de Mayapahit entró en  un periodo de declive con un conflicto por la sucesión. Hayam Wuruk fue sucedido por la princesa heredera Kusumawardhani, quien desposó a un pariente, el príncipe Wikramawardhana. Hayam Wuruk también tenía un hijo de su anterior matrimonio, el príncipe Wirabhumi, quien también reclamaba el trono.
Para cuando Hayam Wuruk murió, Mayapahit ya había perdido su control de los estados vasallos en las costas septentrionales de Sumatra y la península malaya. Estos últimos, de acuerdo con las fuentes chinas, se convertirían en vasallos del reino de Ayutthaya hasta el ascenso del sultanato de Malaca, apoyados por la dinastía Ming.
A finales del siglo XIV el reino malayo de Singapura fue fundado, y rápidamente atrajo la atención de una flota mayapahit, que, según ellos, era Tumasik, una colonia rebelde. Singapura fue finalmente saqueada por Mayapahit en 1398, después de un asedio de aproximadamente 1 mes por 300 jong y 200.000 soldados. El último rey, Sri Iskandar Shah, huyó a la costa occidental de la península malaya para establecer el sultanato de Malaca en 1400.

#### Guerra de Regreg
Se cree que una guerra civil, llamada la guerra de Regreg, ocurrió de 1405 a 1406. La guerra fue luchada como una disputa por la sucesión entre la corte occidental liderada por Wikramawardhana y la corte oriental liderada por Bhre Wirabhumi. Wikramawardhana resultó victorioso. Wirabhumi fue capturado y decapitado. Sin embargo, la guerra civil dejó Mayapahit sin recursos financieros, dejó el reino exhausto y debilitó el poderío mayapahit en sus vasallos y colonias exteriores.
A pesar de ser debilitado por conflictos internos, en 1409 Mayapahit continuó la invasión del reino de Pagaruyung en Sumatra occidental, registrada en una versión de la semi-legendaria leyenda de Minangkabau. Se menciona que la fuerza javanesa fue derrotada en una lucha de búfalos.

#### Wikramawardhana y la expedición Ming.

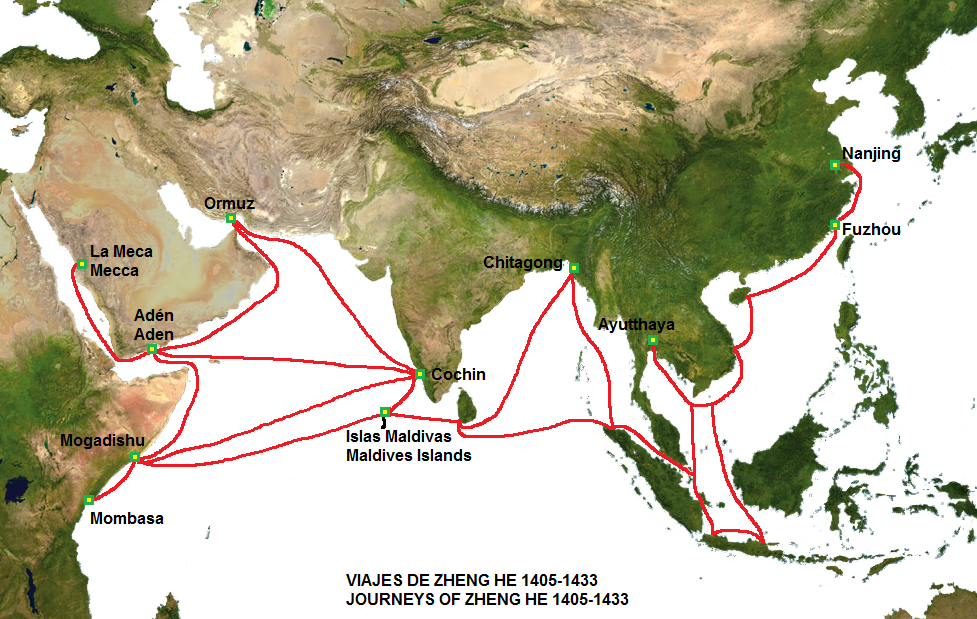
La ruta de los viajes de la flota de Zheng He, incluyendo los puertos mayapahit.

Durante el reinado de Wikramawardhana, una serie de expediciones navales de la armada Ming dirigidas por Zheng He, un almirante chino musulmán, llegó a Java en varias ocasiones durante el periodo entre 1405 y 1433. Estos viajes chinos pasaron por varios puertos en Asia y llegaron tan lejos como África, incluyendo puertos mayapahit. Se dice que Zheng He visitó la corte mayapahit.
Estos numerosos viajes chinos no eran simplemente una exploración naval, pero una muestra de poder y una demostración del alcance geopolítico. La dinastía china Ming había derrocado recientemente a los mongoles de la dinastía Yuan, y estaban ansiosos por establecer su hegemonía en el mundo, lo que cambió el equilibrio geopolítico en Asia. China intervino en las políticas de los mares del sur al apoyar a los thai contra el decadente imperio jemer y apoyando e instalando facciones aliadas en India, Sri Lanka y otros lugares en las costas del océano Índico. Sin embargo, la intervención china más importante fue quizás el apoyo para el recién fundado sultanato de Malaca, como un rival y contrapeso a la influencia mayapahit en Java.
Previamente, Mayapahit había tenido éxito en establecer su influencia en el estrecho de Malaca al frenar las aspiraciones de las políticas malayas en Sumatra y la península malaya para alcanzar el poder geopolítico como el de Srivijaya. Mayapahit, de religión hindú, fue la potencia marítima más poderosa en los mares de Asia sudoriental en ese momento y fueron confrontados por la expansión china en su esfera de influencia. El apoyo Ming a Malaca y la expansión del islam, propagado por Malaca y la flota del tesoro de Zheng He, debilitó la influencia marítima en Sumatra, lo que causó la conversión crecientemente de la parte septentrional al islam y su independencia de Mayapahit, dejando tan solo Indragari, Jambi y Palembang, restos de la antigua Srivijaya, bajo la soberanía mayapahit en Sumatra, bordeando el reino de Pagaruyung al oeste y los reinos independientes musulmanes al norte.
Este viaje de la dinastía Ming es extremadamente importante para la historiografía mayapahit, ya que el traductor de Zheng He, Ma Huan, escribió Yingya Shenglan, una descripción detallada de Mayapahit, lo que provee valioso conocimiento de la cultura, conocimientos, también varios aspectos sociales y conocimientos de Java durante el periodo mayapahit.
Los chinos proveyeron apoyo sistemático a Malaca, y su sultán hizo al menos un viaje para personalmente rendir homenaje al emperador Ming. Malaca fomentó activamente la conversión al islam en la zona, mientras que la flota Ming estableció comunidades en la costa septentrional de Java, por consiguiente creando una oposición permanente a los hindúes  de Java. Las expediciones ya habían establecido comunidades musulmanes chinas, árabes y malayas antes de 1430 en puertos del norte de Java como Semarang, Demak, Tuban y Ampel, por tanto comenzando a ganar un punto de apoyo en la costa norte de Java. Malaca prosperó bajo la protección de la dinastía Ming, mientras que los mayapahit retrocedieron continuamente.

#### Reina Suhita

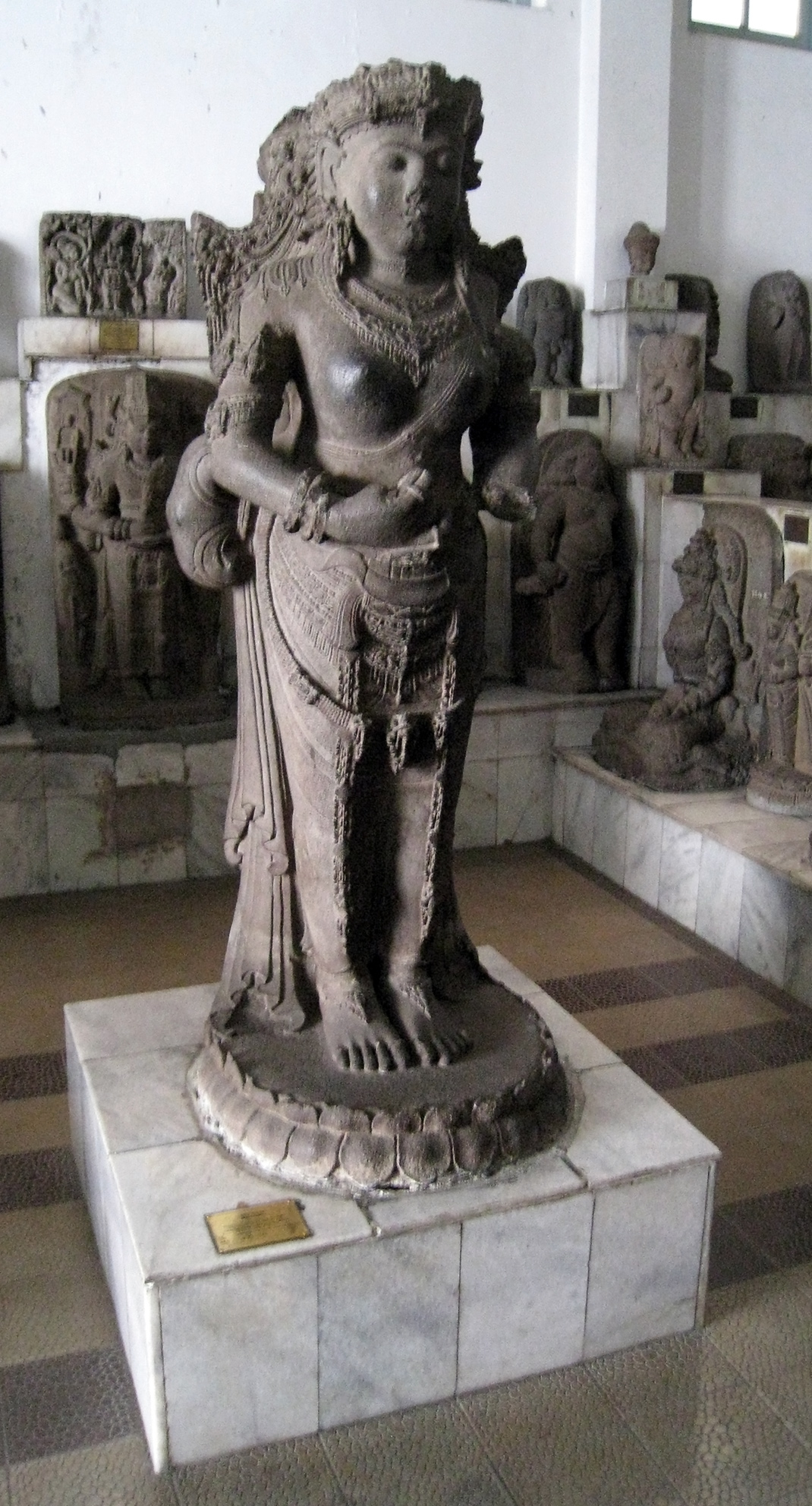
La estatua divinizada mortuoria de la reina Suhita (reinado 1429-1447), descubierto en Jebuk, Kalangbret, Tulungagung, Java oriental, museo nacional de Indonesia.

Wikramawardhana reinó hasta 1426 y fue sucedido por su hija Suhita, quien gobernó desde 1426 hasta 1447. Era la segunda hija de Wikramawardhana y una concubina que era la hija de Wirabhumi. El reinado de Suhita fue la segunda vez que Mayapahit fue gobernado por una reina regente después de su bisabuela Tribhuwana Wijayatunggadewi. Su reinado fue inmortalizado en la leyenda javanesa de Damarwulan, ya que aparecía en la historia una reina llamada Prabu Kenya, y durante el reinado de Suhita hubo una guerra con Blambangan, como cuenta la leyenda.
En 1447, Suhita murió y fue sucedida por Kertawijaya, su hermano. Gobernó hasta 1451. Después de la muerte de Kertawijaya, Bhre Pamotan pasó a ser el rey con el nombre de Rajasawardhana. Murió en 1453. Un periodo sin rey de tres años fue posiblemente el resultado de una crisis de sucesión. Girisawardhana, hijo de Kertawijaya, llegó al poder en 1456. Murió en 1466 y fue sucedido por Singhawikramawardhana.

#### La división
En 1468 el príncipe Kertabhumi se rebeló contra Singhawikramawardhana, proclamándose rey de Mayapahit. El depuesto Singhawikramawardhana se retiró río arriba, por el río Brantas, movió la capital del reino tierra adentro, a Daha (la antigua capital del reino de Kediri), efectivamente separando Mayapahit, bajo Bhre Kertabumi en Trowulan y Singhawikramawardhana en Daha. Singhawikramawardhana continuó su reinado hasta que fue sucedido por su hijo Girindrawardhana (Ranawijaya) en 1474.
En medio de este periodo de la corte dividida de Mayapahit, el reino se vio incapaz de controlar la parte occidental del imperio, ya desmoronándose. La creciente potencia del sultanato de Malaca empezó a ganar control efectivo del estrecho de Malaca a mediados del siglo XV y a expandir su influencia a Sumatra. Y entre estos eventos, según los anales malayos, Indragiri y Siantan fueron entregados a Malaca como dote para el matrimonio de una princesa mayapahit y el sultán de Malaca, debilitando aún más la influencia de Mayapahit en la parte occidental del archipiélago. Kertabhumi consiguió estabilizar esta situación al aliarse con mercaderes musulmanes, dándoles derechos comerciales en la costa norte de Java, con Demak como su centro a cambio de su lealtad a Mayapahit. Esta política impulsó la tesorería y el poderío de Mayapahit pero debilitó el hindo-budismo como su religión principal porque el proselitismo musulmán se extendió rápidamente, especialmente en los principados javaneses costeros. Las quejas de los seguidores hindu-budistas pavimentó el camino de Ranawijaya a derrotar Kertabumi.
Las fechas del fin del imperio mayapahit varían desde 1478, tradicionalmente descrito en sinengkalan o chandrasengkala (cronograma) Sirna ilang kertaning bhumi que corresponde al año de Saka 1400, (los finales de siglos son considerados un momento en el que ocurren cambios de dinastías o cortes) hasta el 1527. El año 1478 fue el año de la guerra de Sudarma Wisuta, cuando el ejército de Ranawijaya bajo el mando del general Udara (quien después se convertiría en viceregente) traspasó las defensas de Trowulan y asesinó a Kertabumi en su palacio, pero no supuso la caída de la propia Mayapahit.
Demak envió refuerzos bajo el mando de Sunan Ngudung, quien después murió en batalla y fue sustituido por Sunan Kudus, pero llegaron demasiado tarde para salvar a Kertabumi, aunque lograron repeler el ejército de Ranawijaya. Este evento es mencionado en Trailokyapuri (Jiwu) y la inscripción Petak, donde Ranawijaya afirmó que ya había derrotado a Kertabhumi y reunificado Mayapahit como un único reino. Ranawikjaya reinó de 1478 a 1498 con el nombre oficial de Girindrawardhana, con Udara como su vicerregente. Este evento desencadenó la guerra entre el sultanato de Demak y Daha ya que los gobernantes demak eran descendientes de Kertabhumi.,
Durante este periodo de retirada mayapahit a Daha interior y guerra en Java, Demak, siendo la potencia dominante de las tierras costeras javanesas y Java entera, arrebató la región de Jambi y Palembang en Sumatra de Mayapahit.

#### La invasión de Demak y la caída de Mayapahit

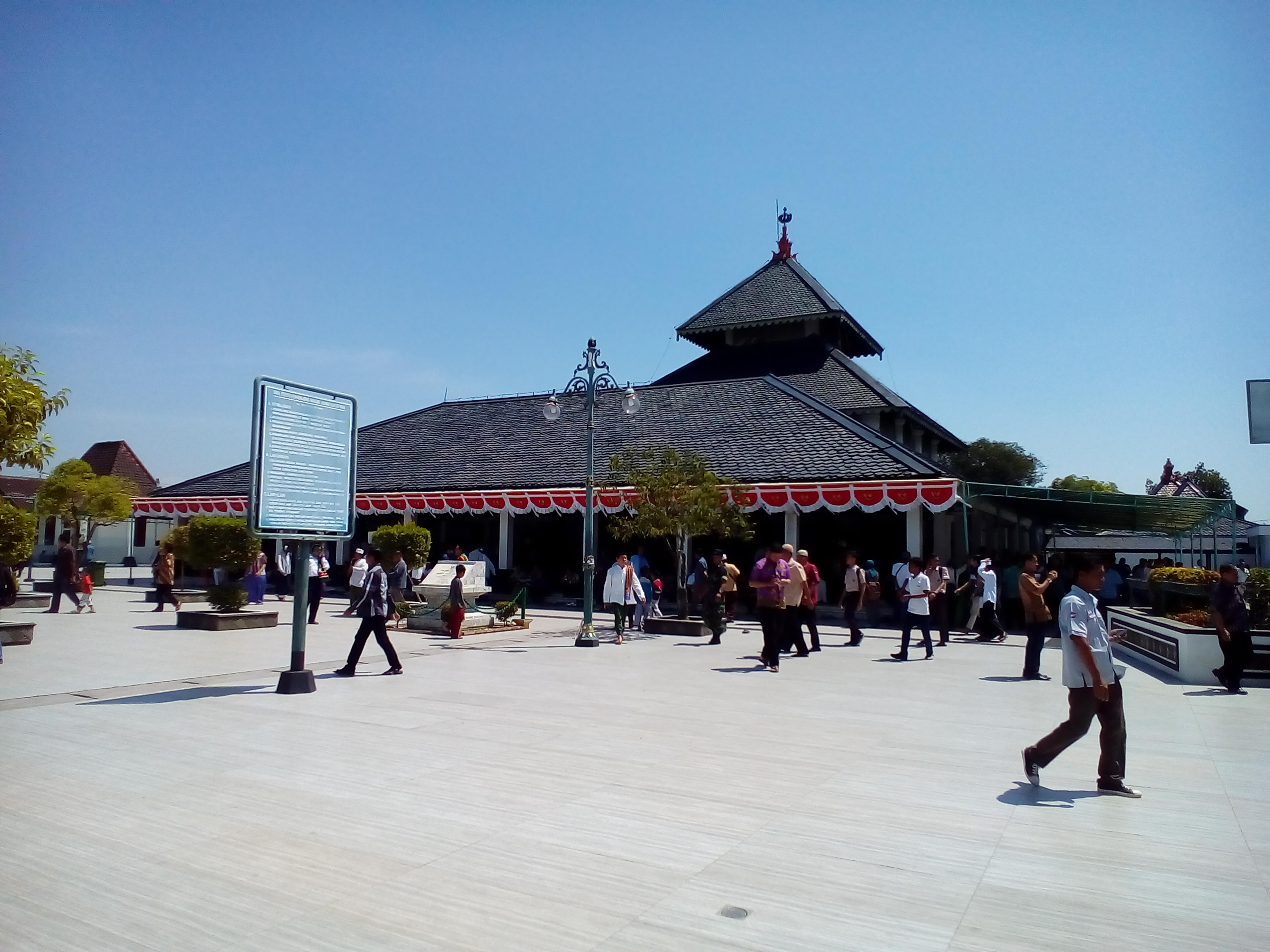
Demak fue la primera entidad política islámica en Java que reemplaza Mayapahit.

En 1498, hubo un punto de inflexión cuando Girindrawardhana fue depuesto por su vicerregente, Udara. Después de este golpe de Estado, la guerra entre Demak y Daha se calmó, con algunas fuentes[¿quién?] afirmando que Raden Patah, sultán de Demak, abandonó Mayapahit como su padre había hecho, mientras que otros dicen que Udara acordó convertirse en vasallo de Demak, incluso casándose con la hija más pequeña de Raden Patah.
Mientras tanto en el oeste, Malaca fue capturada por los portugueses en 1511. El delicado equilibrio entre Demak y Daha acabó cuando Udara, viendo una oportunidad para eliminar Demak, pidió a los portug de Malaca ayuda, obligando a Demak a atacar Malaca y Daha para acabar con la alianza.
Con la caída de Daha (Kediri), destruida por Demak en 1527, las fuerzas emergentes musulmanas finalmente derrotaron los restos del reino mayapahit a principios del siglo XVI. Y con la caída de Daha, un gran número de cortesanos, artesanos, sacerdotes y miembros de la realeza huyeron al este, a la isla de Bali. Los refugiados huyeron al este para evitar el desquite de Demak por su apoyo a Ranawijaya en contra de Kerthabumi.
Demak estuvo bajo el liderazgo de Raden (después coronado sultán) Patah (nombre árabe: Fatah, literalmente "liberador", "conquistador"), quien fue reconocido como el sucesor legítimo de Mayapahit. De acuerdo con el Babad Tanah Jawi y la tradición demak, la fuente de la legitimidad de Patah era porque su primer sultán, Raden Patah, era el hijo del rey mayapahit Brawijaya V con una concubina china. Otro argumento apoya Demak como el sucesor de Mayapahit; el emergente sultanato de Demak fue fácilmente aceptado como la potencia dominante regional, ya que Demak era el antiguo vasallo de Mayapahit y se encontraba cerca del reino mayapahit en Java oriental.
Demak se estableció como la principal potencia de la zona y el primer sultanato islámico de Java. Después de la caída de Mayapahit, los reinos hindúes en Java permanecieron en Blambangan en el extremo oriental y el reino sundanés de Pajajaran en la parte occidental. Gradualmente, las comunidades hindúes comenzaron a retroceder a las montañas en Java oriental y también a la vecina isla de Bali. Queda un pequeño enclave de comunidades hindúes en la cordillera de Tengger.

## Nota
1. ↑  V.[49] : 50  Otro artículo señaló que las razones de los ataques de Demak (dirigido por Adipati Yunus) a Majapahit (período Girindrawardhana) son una reacción violenta contra Girindrawardhana que había derrotado al abuelo de Adipati Yunus, Prabu Bhre Kertabumi (Prabu Brawijaya V). Léase[50] : 451